# Vrulja
Vrulja (cyr. Вруља) – wieś w Czarnogórze, w gminie Pljevlja. W 2011 roku liczyła 131 mieszkańców.